# Peter Blos
Peter Blos (* 2. Februar 1904 in Karlsruhe; † 12. Juni 1997 in Holderness, New Hampshire) war ein deutsch-amerikanischer Psychoanalytiker, Lehrer und Schriftsteller. Er gilt als Vertreter der Ich-Psychologie.

## Leben
Seine Eltern waren Edwin Blos and Eva Lewinstein-Blos, der Pazifist Georg Friedrich Nicolai war sein Onkel mütterlicherseits. Sein Vater, der Arzt war, hing den Lehren von Martin Luther und Mahatma Gandhi an. Peter Blos wuchs in einem intellektuellen und künstlerisch anregenden Umfeld auf. Als 16-Jähriger freundete er sich mit seinem Mitschüler Erik Homburger (später Erik Erikson) an, mit dem er später intensiv zusammenarbeiten sollte. Er studierte Pädagogik an der Universität Heidelberg. Nach seinem Abschluss wurde er durch Eva Rosenfeld, eine Freundin der Familie, Anna Freud vorgestellt, die ihn um Hilfe beim Aufbau der Burlingham-Rosenfeld-Schule in Hietzing bat. Dorothy Burlingham und Eva Rosenfeld waren die Gründerinnen der Schule, in der eine kleine Gruppe von Kindern von psychoanalytisch geschulten Lehrern unterrichtet werden sollte. Schließlich wurde Blos so zum ersten Leiter dieser Schule im 13. Bezirk von Wien. Dorthin lud er auch Erikson ein, um als Lehrer mitzuarbeiten. Innerhalb der Wiener Psychoanalytikerbewegung war es vor allem August Aichhorn (dessen Sohn die Schule auch besuchte), der erheblichen intellektuellen Einfluss auf Blos ausübte. Blos heiratete die Schwedin Marta Grone. Später erwarb er einen Doktortitel in Biologie an der Universität Wien. 1932 wurde die Burlingham-Rosenfeld-Schule geschlossen.
1934 musste Peter Blos aufgrund des zunehmenden Einflusses der Nationalsozialisten nach New Orleans fliehen. Hier arbeitete zunächst er an einer Privatschule, bevor er dann nach New York ging, wo er seine psychoanalytische Ausbildung fortsetzte. Er wurde Mitglied der New York Psychoanalytical Society.
Peter Blos veröffentlichte zahlreiche Fachartikel und mehrere Bücher, von denen On Adolescence: A Psychoanalytic Interpretation ihm die größte Beachtung einbrachte. Hierin versuchte er eine umfassende Theorie der typischen psychischen Entwicklungslinien in der Adoleszenz über fünf Stadien (präpubertär, frühe, mittlere und Spätadoleszenz sowie Postadoleszenz) zu entwickeln.
Peter Blos war zweimal verheiratet, in zweiter Ehe mit Betsy Thomas, und hatte einen Sohn und eine Tochter. Er starb im Alter von 93 Jahren.

## Veröffentlichungen (chronologisch)
- Blos, P. (1941). The adolescent personality: A study of individual behavior. The American Journal of Sociology, 47(2), 234–235.
- Blos, P. (1954). Prolonged male adolescence: The formulation of a syndrome and its therapeutic implications. American Journal of Orthopsychiatry, 24, 733–742.
- Blos, P. (1958). Preadolescent drive organization. Journal of the American Psychoanalytic Association, 6, 47–56.
- Blos, P. (1962). On adolescence: A psychoanalytic interpretation. New York: Free Press.
- Blos, P. (1965). The initial stage of male adolescence. Psychoanalytic Study of the Child, 20, 145–164.
- Blos, P. (1967). The second individuation process of adolescence. Psychoanalytic Study of the Child, 22, 162–186.
- Blos, P. (1968). Character formation in adolescence. Psychoanalytic Study of the Child, 23, 245–263.
- Blos, P. (1970). The young adolescent: Clinical studies. New York: Free Press.
- Blos, P. (1971). The child analyst looks at the young adolescent. Daedalus 100, 961–978.
- Blos, P. (1972a). The function of the ego ideal in adolescence. Psychoanalytic Study of the Child, 27, 93–97.
- Blos, P. (1972b). The epigenesis of the adult neurosis. Psychoanalytic Study of the Child, 27, 106–135.
- Blos, P. (1972c). Silence: A clinical exploration. Psychoanalytic Quarterly, 41, 348–363.
- Blos, P. (1974a). Twelve to sixteen: Early adolescence. Psychoanalytic Quarterly, 43, 331–333.
- Blos, P. (1974b). The geneology of the ego ideal. Psychoanalytic Study of the Child, 29, 43–88.
- Blos, P. (1976a). The split parental imago in adolescent social relations-an inquiry into group psychology. Psychoanalytic Study of the Child, 31, 7–33.
- Blos, P. (1976b). When and how does adolescence end? Adolescent Psychiatry, 5, 5–17.
- Blos, P. (1979). The adolescent passage: Developmental issues. New York: International Universities Press.
- Blos, P. (1980). Modifications in the traditional psychoanalytic theory of female adolescent development. Adolescent Psychiatry, 8, 8–24.
- Blos, P. (1981). Psychoanalytic perspectives on the “more disturbed” adolescent. Journal of the American Psychoanalytic Association, 29, 161–175.
- Blos,P. (1983). The contribution of psychoanalysis to the psychotherapy of adolescents. Psychoanalytic Study of the Child, 38, 577–600.
- Blos, P. (1984). Son and father. Journal of the American Psychoanalytic Association, 32, 301–324.
- Blos, P. (1985a). Son and father: Before and beyond the Oedipus complex. New York: Free Press.
- Blos, P. (1985b). Intergenerational separation-individuation-treating the mother-infant pair. Psychoanalytic Study of the Child, 40, 41–56.
- Blos, P. (1987a). Freud and the father complex. Psychoanalytic Study of the Child, 42, 425–441.
- Blos, P. (1987b). The borderline and severely neurotic child. Journal of the American Psychoanalytic Association, 35, 189–201.